# Euromast

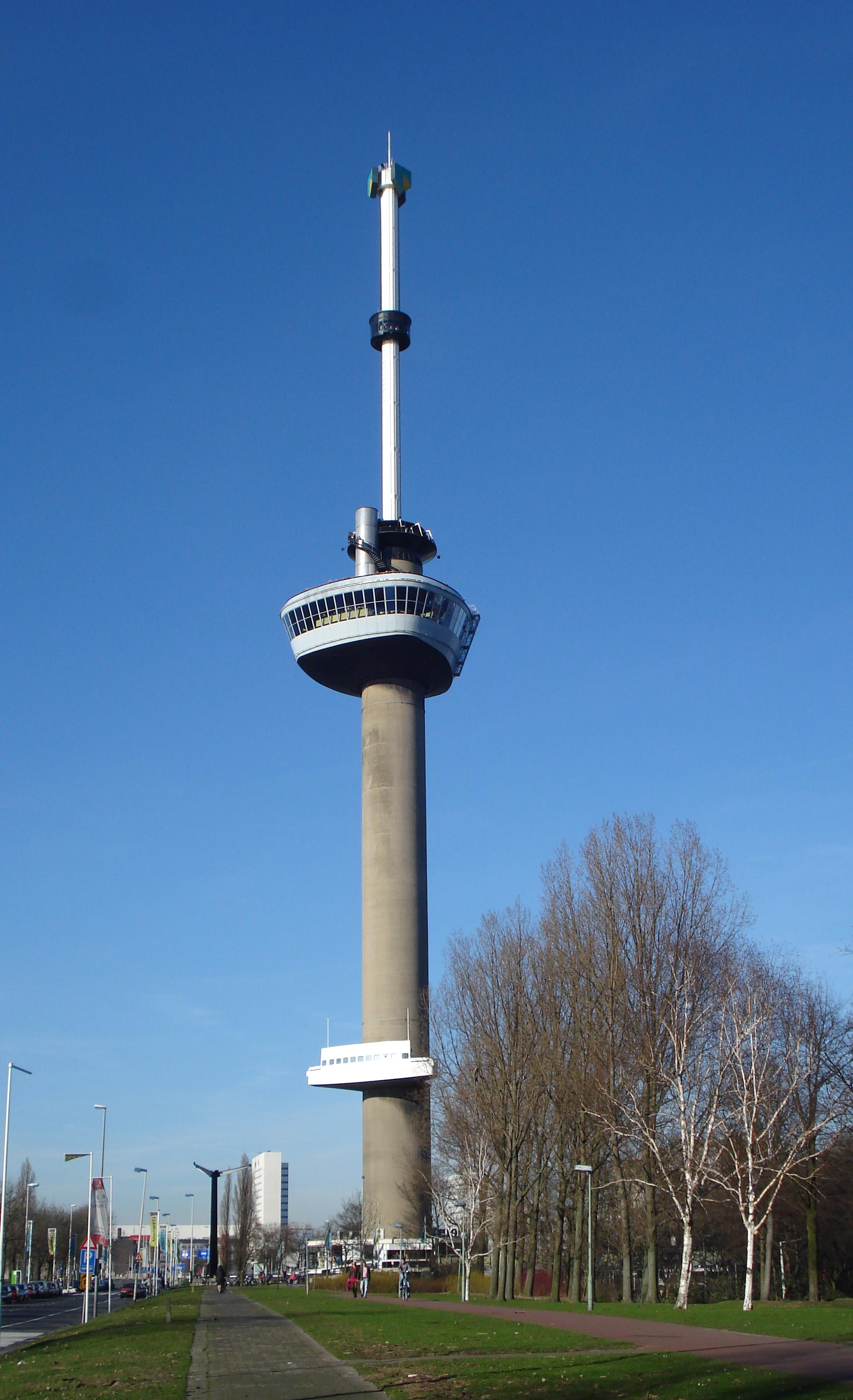
La torre Euromast

La torre Euromast es una torre de observación de Róterdam (Países Bajos). Fue diseñada por Huig Aart Maaskant y construida entre 1958 y 1960 para la exposición Floriade de aquel año. Se trata de una estructura de hormigón de unos 10 metros de diámetro con un observatorio y un restaurante a una altura de 96 metros. Su altura inicial de 101 metros se vio incrementada en 1970 con la adición de una antena de 85 metros.